# Traversarea (Star Trek: Deep Space Nine)
„Traversarea” este cel de-al 43-lea episod din serialul de televiziune SF Star Trek: Deep Space Nine. Este cel de-al 23-lea episod din cel de-al doilea sezon. Episodul a fost difuzat la televiziune pe 16 mai 1994.
Plasat în secolul al XXIV-lea, serialul urmărește aventurile de pe Deep Space Nine, o stație spațială situată în apropierea unei găuri de vierme stabile între cadranele Alfa și Gamma ale galaxiei Calea Lactee, în apropierea planetei Bajor. În acest episod, primul ofițer Kira și doctorul Bashir au o aventură în Universul oglindă din Star Trek, un univers paralel introdus în episodul "Oglindă, oglinjoară" din serialul original Star Trek. Este primul din cele cinci episoade din Deep Space Nine care implică Universul Oglinzilor.

## Rezumat
După ce întâmpină dificultăți operaționale în timp ce călătoresc prin gaura de vierme, maiorul Kira și Dr. Bashir se află într-un univers alternativ populat de dubluri exacte ale oamenilor din propriul univers. În acest univers, gaura de vierme este necunoscută, iar Terranii (adică oamenii) sunt sclavi; Deep Space Nine este o stație minieră condusă de Intendent, omologul lui Kira, cu Garak ca secund al ei și Odo care supraveghează sclavii terrani. În timp ce Bashir este trimis să lucreze la prelucrarea minereului, Intendentul îi povestește Kirei despre vizita lui James Kirk în acest univers cu un secol în urmă; acel incident a dus la formarea unei alianțe puternice între Klingonieni, Cardassieni și Bajorani și la eventuala cucerire a Terranilor.
Bashir încearcă să îl convingă pe Miles O'Brien, un coleg de sclavie, să configureze transportorul pentru a-i ajuta pe Kira și Bashir să se întoarcă acasă, dar O'Brien, învins și supărat, nu este dispus să riște mânia superiorilor săi. Între timp, Kira aproape reușește să obțină ajutor din partea barmanului Quark, dar acesta este arestat și executat de Garak pentru că a ajutat terranii să evadeze de pe stație. Kira îl întâlnește pe omologul lui Benjamin Sisko din Universul Oglinzilor, care primește un tratament mai bun decât ceilalți Terrani pentru că a efectuat acte de piraterie în numele alianței klingoniano-cardassiene.
Intendentul o asigură pe Kira că nu are de ce să se teamă și îi sugerează că ar trebui să devină mai apropiați. Mai târziu, Garak îi spune Kirei că intenționează să-l ucidă pe Intendent și că îi va permite Kirei și lui Bashir să scape dacă ea se dă drept Intendent și îi cedează puterea lui Garak; Bashir va fi ucis dacă ea nu se conformează.
Kira îi spune lui Bashir că trebuie să găsească o cale de întoarcere la naveta lor și să evadeze prin gaura de vierme. Încearcă să îl recruteze pe ajutorul lui Sisko, dar acesta nu se lasă convins. În acea noapte, Garak se pregătește să-și pună planul în aplicare la o petrecere fastuoasă organizată de Intendent. Între timp, un accident la uzina de prelucrare a minereului îi oferă lui Bashir ocazia de a scăpa, ucigându-l pe Odo.
Bashir îl convinge pe O'Brien să îl ajute, dar cei doi sunt prinși și aduși în fața Intendentului, care îi condamnă la moarte. O'Brien ține un discurs înflăcărat, spunând mulțimii adunate ce a dezvăluit Bashir despre un univers în care Terranii au respect și demnitate. Cuvintele sale îl emoționează pe Sisko, care îl trădează pe Intendent și îi ajută pe Kira și Bashir să scape. Cei doi se întorc în universul lor, lăsându-i pe omologii lui Sisko și O'Brien să lupte pentru drepturile terranilor în propria lor lume.